# BYD 8TT
BYD 8TT — серия крупнотоннажных грузовых электромобилей, выпускаемых с 2018 года компанией BYD Auto и продаваемых в США, Китае и на других рынках.

## Описание
21 автомобиль BYD 8TT эксплуатируется в Калифорнии. Трое из них поступило в GSC Logistics, а двое — в Golden State Express.
В начале 2020 года компания BYD Auto объявила о поставке сотого электромобиля в США и более 12000 грузовых электромобилей по всему миру, хотя эта статистика включает не только BYD 8TT, но и другие модели.

## Технические характеристики
BYD 8TT оснащён аккумулятором ёмкостью более 400 кВт⋅ч. Снаряжённая масса автомобиля 48 тонн.

## Другие грузовые электромобили BYD
Помимо 8TT, компания BYD Auto предлагает широкий ассортимент грузовых электромобилей, включая T10, T8 и другие модели.